# 모닝 브레이크
모닝 브레이크는 OBS 라디오에서 매일 오전 9시에 방송중인 라디오 프로그램이다.

## 개요
2023년 3월 31일 OBS 라디오 개국과 함께 첫방송을 시작했으며, 원래는 2시간 방송이었으나, 2023년 8월 14일부터 1시간 방송으로 단축되었다.

## DJ
- 배형진 (OBS 라디오 PD)

## 코너
평일 1부
- B급 감성 DJ빈과 함께 하는 <모닝업-댄스타임>

평일 2부
- 귀로 듣는 한 편의 멋진 뮤직드라마 <팝송in가요>

주말
- 대중음악평론계의 1타 강사 김윤하 쌤과 함께 하는 <뮤직 클라쓰>

토요일 2부
- 라디오 속, 오디오북 <오디오북 - 책 읽어주는 여자>

## 역대 방송시간
| 방송 채널  | 방송 기간                         | 방송 시간                                                                 |
| ---------- | --------------------------------- | ------------------------------------------------------------------------- |
| OBS 라디오 | 2023년 3월 31일 ~ 2023년 8월 13일 | 매일 아침 9:00 ~ 오전 11:00 (생방송), 매일 새벽 2:00 ~ 새벽 4:00 (재방송) |
| OBS 라디오 | 2023년 8월 14일 ~ 2025년 4월 20일 | 매일 아침 9:00 ~ 오전 10:00 (생방송), 매일 새벽 1:00 ~ 새벽 2:00 (재방송) |
| OBS 라디오 | 2025년 4월 21일 ~ 현재            | 매일 아침 9:00 ~ 오전 11:00 (생방송), 매일 밤 11:00 ~ 새벽 1:00 (재방송)  |